# Boys24
BOYS24 (кор.: 소년24 'Sonyeon Ishipsa', стилизованный под BOYS24) — южнокорейская группа дебютного юниора, созданная под руководством CJ Entertainent на одноименном шоу по выживанию. В группе двадцать семь участников. Boys24 выступает в собственном концертном зале в течение года, чтобы позже предстать перед всем в окончательном составе постоянной группы мальчиков, которая должна официально дебютировать в 2017 году.
Первая промоушен часть (которую позже назвали «Unit Black»), которая была выбрана из «BOYS24 Re: born the 1st Semi-Final», состоит из Пак Дохи, Хван Инхо, О Джинсока, Ким Сонхёна, Ким Ёнхена, Чон Ёнтэ, Ю Ёнду и Хан Хёнука. Они будут продвигать группу в течение 3 месяцев, начиная с апреля 2017 года.

## История
10 января 2016 года CJ Entertainment объявила, что в течение следующих трех лет инвестирует 25 млрд вон (20,6 млн. Долл. США) в новую группу, которая будет выступать в течение всего года на постоянном месте. CJ Entertainment назвала бойз-бэнд и название проекта «Boys24», и представит весь процесс от выбора участников до выступлений перед зрителями. Прослушивания проходили с 18 января по 19 февраля. Однако из-за большого числа абитуриентов, число которых, превышиало 4000, окончательная дата прослушивания сместилась до 11 марта. Сорок девять участников, прошедшие прослушивание, приняли участие в шоу выживания.
После завершения шоу, группа провела свой 3-5-ти дневный. Концерт должен был состояться в Boys24 X Booto Hall, возле магазина беспошлинной торговли Shinsegae в Мёндон, Сеул. Первый концерт состоялся 22 сентября 2016 года.
В июле 2016 года, группа объявит официальное имя фан-клуба «H:Our». 25 августа 2016 года группа выступила на M! Countdown, исполнив песню «Rising Star». В сентябре 2016 года Yellow Unit были выбраны в качестве моделей для 새싹보리 (реклама ячменного напитка), продаваемый CJ Health Care. 10 сентября 2016 года Unit Yellow и Unit Sky из группы провели свое первое собрание болельщиков в Гонконге. 27 и 28 сентября 2016 года группа провела пресс-конференцию «Boys24 Live Preview» в собственном зале для продвижения собственного концерта.
2 ноября 2016 года музыкальное видео «Unit Unit» из альбома «E» выпущено в качестве награды за создание MVP. Трек также был выпущен на музыкальных сайтах и наметил No.1 в музыкальном чарте Mnet. 3 ноября 2016 года Unit Yellow и Unit Sky сделали специальное выступление на M! Countdown, исполнив песня «E». Через неделю все подразделения из группы снова сделали особый облик на M! Coundown, представив"E".
1 декабря 2016 года группа объявила, что они будут сотрудничать с DIA TV в рамках проекта Monthly Idol, транслируемого с различными авторами DIA TV. 7 декабря 2016 года группа выпустила две версии своего первого концертного альбома из своего концерта «BOYS24 LIVE» в формате CD. Первая версия альбома была записана Unit White и Unit Green, а вторая версия альбома была записана Unit Sky и Unit Yellow. Эти альбомы доступны только в электронных магазинах зала BOYS24.
14 февраля 2017 года Ли Хьюунг выбыл из группы, и его контракт был аннулирован после того, как просочилась некая аудио-полемика, в которой он высказывался об оскорбительных комментариях поклонников.
5 марта 2017 года группа провела концерт «BOYS24 Re: born the 1st Semi-Final» в Зале Мира Университета Кюнг Хи в Дундэмуне, Сеул. Концерт транслировался в прямом эфире на Mnet и M2. С помощью концерта, Пак Доха, Хван Инхо, О Джинсок, Ким Сонхён, Ким Ёнхён, Чон Ёнтэ, Ю Ёнду и Хан Хёнук были выбраны для продвижения группы в качестве рекламного модуля на протяжении трех месяцев. Рекламный блок будет выступать на KCON Japan, музыкальных программах и развлекательных шоу.
10 марта 2017 года CJ Entertainment и Liveworks объявили, что Джин Сонхо покинет свою должность в рамках первой рекламной кампании, но останется в группе после споров о его прошлых действиях в средней школе. Первая рекламная единица будет продвигаться вперед, как группа из восьми человек.
23 марта 2017 года Boys24 объявила, что первое официальное название рекламного блока — Unit Black. Это имя было выбрано фанатами путем голосования через мероприятие по именованию команд, которое было объявлено в официальном фан-кафе группы. Unit Black начнут свои акции, выпустив один альбом в середине апреля.

## Шоу выживания
Шоу выживания с тем же названием, что и группа, — это шоу 2016 года по выживанию юнитов группы, которое транслировалось каждую субботу в 22:00 на Mnet и tvN. Это крупномасштабный проект, в рамках которого, подразделения из выбранного числа членов, составят одну мужскую группу.

### MC & Мастера
- О Ён Со (MC)
- Шин Хе Сун (Директор)
- Ли Мин У (Директор)
- Чон Бон Ги (Мастер по вокалу)
- Ха Хви Дон(Мастер по танцам)
- Васко (Рэп мастер)
- Ю Дже Хван (Особый мастер по вокалу)
- Басик (Особый рэп мастер)
- Чо Ён Джун (Особый мастер по танцам)

## Победители
Победителями BOYS24 являются Unit Yellow, Unit White, Unit Green и Unit Sky. Unit Yellow были выбраны в качестве команды MVP и получили 200 миллионов вон (примерно $ 171,220) инвестиций в производство их музыки и продвижение рекламных мероприятий. Сангмин из Unit Sky отказался от BOYS24 по личным причинам, включая проблемы со здоровьем. Онлайн-голосования были проведены, чтобы выбрать пять участников, которые ранее были исключены на шоу, чтобы заменить позицию Сангмина. Голосование состоялось 10-15 августа с объявлением победителей голосования 16 августа. Пятью кандидатами с наибольшим числом голосов были: Джин Сонхо, Чон Ёнтэ, Хан Хёнук, Ким Сонхён и Так Джингю. Джин Сонхо был добавлен в Unit Green, Чон Ёнтэ был добавлен в Unit Yellow, Ким Сонхён был добавлен в Unit White, Хан Хёнук и Так Джингю были добавлены в Unit Sky.

## Участники группы
В заключительном эпизоде шоу выживания, группа первоначально имела двадцать четыре участника, которые были подразделены на четыре части: Unit Yellow, Unit White, Unit Green и Unit Sky, каждая из которых состояла из шести членов. Однако вскоре после того, как шоу выживания закончилось, Ли Сангмин покинул группу, а пять ликвидированных членов возродились, чтобы заменить свою должность. Возрождение состояло в том, что каждое подразделение состояло из семи членов, а общая группа состояла из двадцати восьми членов. Yellow Unit состоит из Чон Ёнтэ, Ли Роуона, Чхве Сонхвана, О Джинсока, Ким Хонина, Шин Джэмина и Ли Чанмина. Unit White состоит из Пак Доха, Ю Ёнду, Хван Инхо, Чхве Джэхёна, Ли Хэджуна, Ким Джинсупа и Ким Сонхёна. Green Unit состоит из Джин Сонхо, Го Джихёна, Чхве Чани, Чон Минхвана, Ли Инпё, Кан Сан и Чхве Хочоль. Sky Unit состоит из Так Джингю, Хан Хёнука, Айзека, Пак Ёнквона, Ким Ёнхёна, Ли Уджина и Ли Хваёна. Ли Роун, Пак Доха, Ли Инпё и Ким Ёнхён были лидерами своих подразделений. Этот состав группы был осуществлен с 22 сентября 2016 года по 19 марта 2017 года.
20 ноября 2016 года группа объявила о том, что они выступят с новым составом, который был назван группой Collabo. Состав группы Collabo менялся: четыре члена между Unit White и Unit Sky; Три члена между Unit Yellow и Unit Green. Collabo Yellow состоит из Ли Роуона, Чхве Сонхвана, Ли Чанмина, Кан Сана, Чон Минхвана, Джин Сонхо и Чхе Хочоля. Collabo White состоит из Пак Доха, Хван Инхо, Ли Хэджуна, Ким Сонхёна, Хан Хёнука, Айзека и Ли Уджина. Collabo Green состоит из Го Джихёна, Ли Инпё, Чхве Чани, Чон Ёнтэ, О Джинсока, Ким Хонина и Шин Джэмина. Collabo Sky состоит из Так Джингю, Ким Ёнхёна, Пак Ёнквона, Чхве Джэхёна, Ю Ёнду, Ким Джинсупа и Ли Хёнука. Состав компании Collabo был организован с 7 декабря 2016 года по 14 марта 2017 года.
10 февраля 2017 года Ли Хваён прекратил выступать на концертах, а 14 февраля 2017 был удален из группы. Его отъезды сделали Unit Sky и Collabo Sky группами из шести человек, а общая группа состоит из 27 членов.
5 марта 2017 года группа анонсировала новые юниты: белый, красный, синий и фиолетовый. Соответствующими лидерами от каждого подразделения являются Джин Сонхо, Хван Инхо, Пак Доха и Ким Сонхён, которые выделялись от остальных членов самыми высокими баллами (голосование фанатов). White Unit состоит из Пак Доха, Ю Ёнду, О Джинсока, Ли Роуона, Айзек, Го Джихёна и Кан Сана. Red Unit из Джин Сонхо, Хан Хёнука, Так Джингю, Чхве Чани, Ли Хэджуна, Ким Хонина и Пак Ёнквона. Unit Blue состоит из Хванг Инхо, Ким Ёнхёна, Чон Минхвана, Ли Инпё, Шин Джэмина, Ли Чанмина и Чхе Хочоля. Purple Unit состоит из Ким Сонхёна, Чон Ёетэ, Чхве Сонхвана, Чхве Джэхёна, Ким Джинсопа и Ли Уджин. Этот новый состав будет действовать с 24 марта 2017 года.
10 марта 2017 года Цзинь Суньхо добровольно покинул свою должность лидера Red Unit. 24 марта 2017 года группа объявила, что Так Джиньцю будет временным лидером группы Red.

## Состав

### Unit White
| Имя                 | День Рождения                | Замечания |
| ------------------- | ---------------------------- | --------- |
| Пак До Ха (박도하)  | 27 марта 1992 г. (28 лет)    | Top2      |
| Ю Ён ду (유영두)    | 1 апреля 1992 г. (28 лет)    |           |
| Ли Ро Уон (이로운)  | 15 сентября 1993 г. (26 лет) |           |
| Айзек (부아이젝)    | 12 декабря 1994 г. (25 лет)  |           |
| О Джин Сок (오진석) | 7 января 1995 г. (25 лет)    | Top7      |
| Го Джи Хён (고지형) | 23 марта 1995 г. (25 лет)    |           |
| Кан Сан (강산)      | 28 октября 1997 г. (22 года) |           |

### Unit Red
| Имя                  | День Рождения                | Замечания |
| -------------------- | ---------------------------- | --------- |
| Так Джин Гю (탁진규) | 10 февраля 1994 г. (26 лет ) |           |
| Джин Сон Хо(진성호)  | 18 июля 1994 г. (26 лет)     | Top5      |
| Хан Хён Ук (한현욱)  | 26 сентября 1994 г. (25 лет) |           |
| Чхве Чани (최찬이)   | 14 июня 1995 г. (25 лет )    |           |
| Ли Хэ Джун (이해준)  | 26 августа 1995 г. (25 лет)  |           |
| Ким Хон Ин(김홍인)   | 4 сентября 1995 г. (24 года) |           |
| Пак Ён Квон (박용권) | 22 мая 1996 г. (24 года)     |           |

### Unit Blue
| Имя                   | День Рождения                | Замечания |
| --------------------- | ---------------------------- | --------- |
| Хванг Ин Хо (황인호)  | 21 июня 1993 г. (23 года)    | Top1      |
| Чон Мин Хван (정민환) | 26 июля 1995 г. (21 лет)     |           |
| Ли Ин Пё(이인표)      | 14 августа 1995 г. (21 лет)  | Top6      |
| Шин Джэ Мин (신재민)  | 8 июня 1996 г. (20 лет)      |           |
| Ким Ён Хён (김용현)   | 13 сентября 1996 г. (20 лет) | Top4      |
| Ли Чан Мин(이창민)    | 19 февраля 1997 г. (20 лет)  |           |
| Чхе Хо Чоль (채호철)  | 8 ноября 1997 г. (19 лет)    |           |

### Unit Purple
| Имя                    | День Рождения              | Замечания |
| ---------------------- | -------------------------- | --------- |
| Чон Ён Тхэ (정연태)    | 6 июля 1992 г. (28года)    | Top3      |
| Чхве Сон Хван (최성환) | 30 июня 1994 г. (26 года)  |           |
| Чхве Джэ Хён(최재현)   | 25 июля 1995 г. (25 лет)   |           |
| Ким Джин Соп(김진섭)   | 3 января 1996 г. (24 лет)  |           |
| Ким Сон Хён (김성현)   | 16 марта 1996 г. (24 лет)  |           |
| Ли У Джин(이우진)      | 22 ноября 1996 г. (24 лет) |           |

### Промоушен Unit
Unit Black (первая промоушен группа)
| Имя                  | Голосование        | Голосование | Голосование        | Всего | Замечания    |
| Имя                  | Раннее голосование | СМС         | Зрительские голоса | Всего | Замечания    |
| -------------------- | ------------------ | ----------- | ------------------ | ----- | ------------ |
| Пак До Ха (박도하)   | 24.8               | 25.7        | 33.9               | 84.5  | 1-й участник |
| Джин Сон Хо (진성호) | 30.0               | 30.0        | 16.8               | 76.8  | 2-й участник |
| Хван Ин Хо (황인호)  | 29.2               | 27.9        | 14.6               | 71.6  | 3-й участник |
| О Джи Сок (오진석)   | 19.8               | 21.4        | 26.8               | 67.9  | 4-й участник |
| Ким Сон Хён (김성현) | 24.6               | 23.6        | 19.6               | 67.8  | 5-й участник |
| Ким Ён Хён (김용현)  | 15.7               | 17.1        | 24.8               | 57.7  | 6-й участник |
| Чон Ён Тэ (정연태)   | 6.2                | 10.7        | 40.0               | 56.9  | 7-й участник |
| Ю Ён Ду (유영두)     | 16.0               | 19.3        | 17.4               | 52.7  | 8-й участник |
| Хан Хён Ук (한현욱)  | нет                | нет         | нет                | нет   | Дикая карта  |

## Дискография и видеография

### Синглы
| Название               | Год  | Записано    | Позичии в чарте | Продажи (скачивание) | Альбом             |
| Название               | Год  | Записано    | KOR             | Продажи (скачивание) | Альбом             |
| ---------------------- | ---- | ----------- | --------------- | -------------------- | ------------------ |
| «Rising Star»          | 2016 | BOYS24      | -               | -                    | Сингл без альбома  |
| «YOLO»                 | 2016 | Unit Yellow | -               | -                    | BOYS24 FINAL STAGE |
| «BOP»                  | 2016 | Unit Sky    | -               | -                    | BOYS24 FINAL STAGE |
| «Candy Shop»           | 2016 | Unit Green  | -               | -                    | BOYS24 FINAL STAGE |
| «Time Leap»            | 2016 | Unit White  | -               | -                    | BOYS24 FINAL STAGE |
| «Starlight»            | 2016 | Unit Red    | -               | -                    | BOYS24 FINAL STAGE |
| «24»                   | 2016 | BOYS24      | -               | -                    | BOYS24 FINAL STAGE |
| «E (Unit Yellow Ver.)» | 2016 | Unit Yellow | -               | -                    | Сингл без альбома  |
| «E»                    | 2016 | BOYS24      | -               | -                    | Сингл без альбома  |

### Живой альбом
| Название                              | Детали альбома                                            | Позиции в чартах | Продажи |
| Название                              | Детали альбома                                            | KOR              | Продажи |
| ------------------------------------- | --------------------------------------------------------- | ---------------- | ------- |
| BOYS24 LIVE #ver1. UNIT GREEN + WHITE | - Выпущен: 7 декабря 2016 г. - Лейбл: CJ E&M - Формат: CD | N/A              | N/A     |
| BOYS24 LIVE #ver2. UNIT YELLOW + SKY  | - Выпущен: 7 декабря 2016 г. - Лейбл: CJ E&M - Формат: CD | N/A              | N/A     |

### Музыкальные видеоклипы
| Год  | Название                            | Руководитель | Заметки                    |
| ---- | ----------------------------------- | ------------ | -------------------------- |
| 2016 | «Rising Star»                       | Zanybros     | 49 участников              |
| 2016 | «Rising Star (танцевальная версия)» | Zanybros     | 49 участников              |
| 2016 | «E (Unit Yellow версия)»            | Zanybros     | Unit Yellow                |
| 2016 | «E (танцевальная версия)»           | Zanybros     | 28 участников из 4 unit-ов |

### Появление в музыкальных видеоклипах
| Год  | Название   | Участник        | Артист   |
| ---- | ---------- | --------------- | -------- |
| 2016 | «I’m Fine» | Ёнгхён и Чжэмин | Grace    |
| 2016 | «Fun»      | Хэджун          | Timmy Xu |

### Развлекательные шоу
| Название        | Год  | Участник      | Канал | Заметки                   |
| --------------- | ---- | ------------- | ----- | ------------------------- |
| Problematic Men | 2017 | Чжэхён        | tvN   | Гость на 100-м эпизоде    |
| Wiki BOYS24     | 2017 | Все участники | Mnet  | BOYS24 первое реалити-шоу |

## Концерты и туры

### Концерты
- BOYS24 LIVE CONCERT (22 сентября 2016, Сеул — 30 сентября 2017)
- BOYS24 Re: born the 1st Semi-Final (5 марта 2017, Сеул)

## Другая деятельность

### Поддержка
| Год  | Продукт  | Заметки     |
| ---- | -------- | ----------- |
| 2016 | Booto    |             |
| 2016 | 새싹보리 | Unit Yellow |

### Фан-митинги
| Дата             | Город     | Название                                               | Место              |
| ---------------- | --------- | ------------------------------------------------------ | ------------------ |
| 10 сентября 2016 | Hong Kong | Plaza Hollywood X BOYS24 Fan Meeting in Hong Kong      | Plaza Hollywood    |
| 3 декабря 2016   | Tokyo     | 少年24 JAPAN OFFICIAL FANCLUB EVENT～1st H:Our Party～ | Ebisu Garden Place |

## Награды и номинации
| Год  | Получатель | Награда                      | Категория      | Результат   |
| ---- | ---------- | ---------------------------- | -------------- | ----------- |
| 2016 | BOYS24     | International K-Music Awards | Лучший Новичок | Номинирован |